# Grand-duché de Mecklembourg-Schwerin
Pour les articles homonymes, voir Mecklembourg-Schwerin et Schwerin.
1815–1918
Entités précédentes :
- Duché de Mecklembourg-Schwerin

Entités suivantes :
- État libre de Mecklembourg-Schwerin

Le grand-duché de Mecklembourg-Schwerin (en allemand : Großherzogtum Mecklenburg-Schwerin) fut un État du nord-est de l'Allemagne de 1815 à 1918, situé sur le littoral de la Baltique et issu de l'érection du duché de Mecklembourg-Schwerin en grand-duché (celui-ci est né lui-même d'une partition du duché de Mecklembourg qui exista de 1352 à 1815).

## Histoire
Le grand-duché était dirigé par la dynastie des Nikloting. Après la chute de l'Empire allemand en 1918 à la fin de la Première Guerre mondiale il devient l'État libre de Mecklembourg-Schwerin (en allemand : Der Freistaat Mecklenburg-Schwerin).

## Liste des grands-ducs de Mecklembourg-Schwerin
Le grand-duché de Mecklembourg-Schwerin fut gouverné par cinq grands-ducs consécutifs entre 1815 et 1918 :
- 1815-1837 : Frédéric-François Ier de Mecklembourg-Schwerin
- 1837-1842 : Paul-Frédéric de Mecklembourg-Schwerin, petit-fils du précédent
- 1842-1883 : Frédéric-François II de Mecklembourg-Schwerin, fils du précédent
- 1883-1897 : Frédéric-François III de Mecklembourg-Schwerin, fils du précédent
- 1897-1918 : Frédéric-François IV de Mecklembourg-Schwerin, fils du précédent

## Liste des prétendants au trône de Mecklembourg-Schwerin
- 1918-1945 : Frédéric-François IV de Mecklembourg-Schwerin
- 1945-2001 : Frédéric-François V de Mecklembourg-Schwerin, fils du précédent
- Depuis 2001 : Georges-Borwin de Mecklembourg

Georges-Borwin de Mecklembourg est issu de la lignée von Carlow], considérée comme non-dynaste car issue d'un mariage morganatique. Cette lignée est cependant la dernière représentante de la maison de Mecklembourg qui, à moins qu'elle soit reconnue dynaste, est désormais éteinte, et les titres de la maison de Mecklembourg passeraient alors à la maison de Hohenzollern en vertu du traité de Wittstock (1442), qui stipule que la succession de la maison de Mecklembourg passe aux Hohenzollern en cas d'extinction de la lignée. La reconnaissance de la légitimité ou non des von Carlow est donc sujet à débat entre les partisans de Georges-Borwin de Mecklembourg (pour les von Carlow) et ceux de Georges-Frédéric de Prusse (pour les Hohenzollern).

## Structure administrative

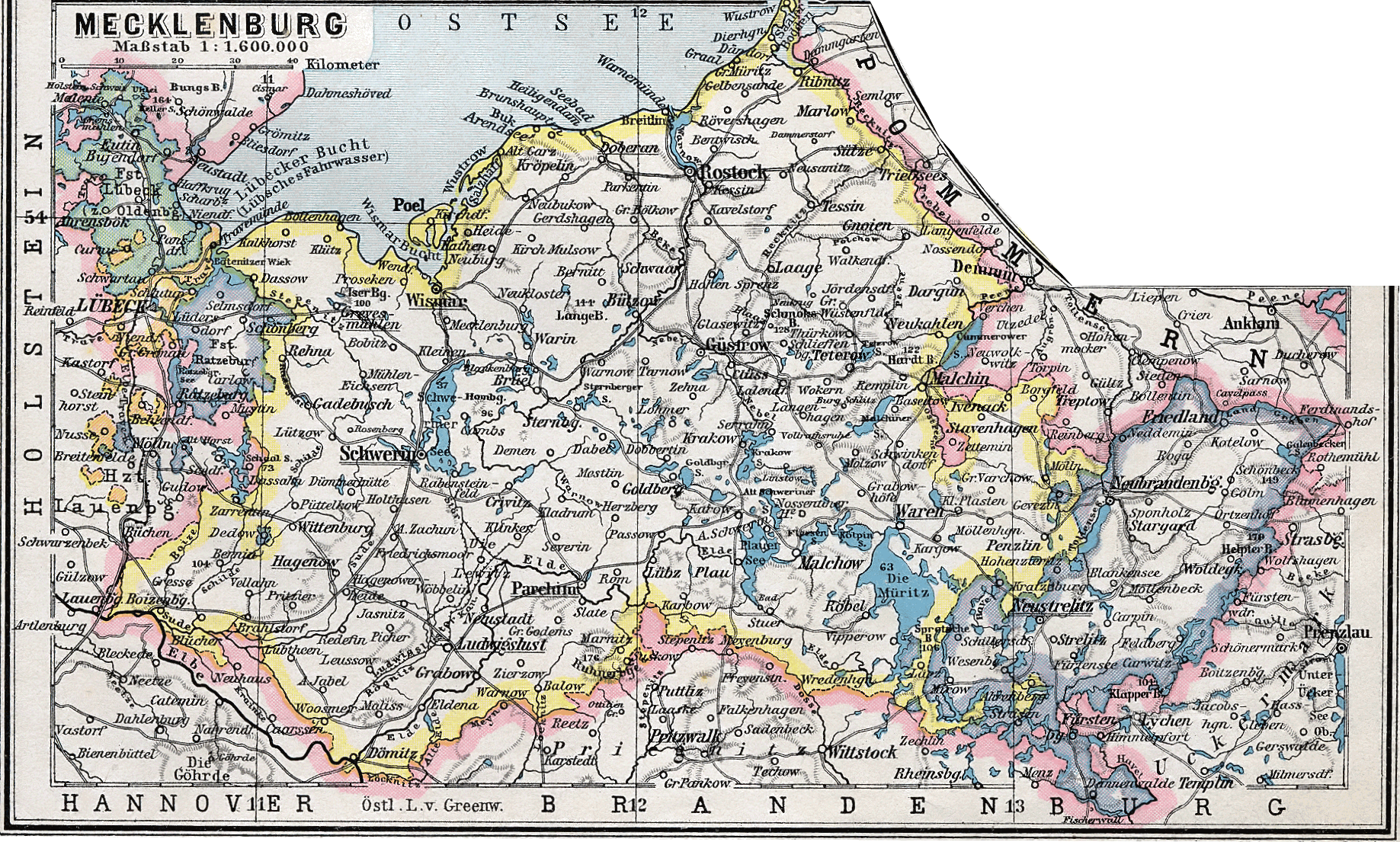
Carte du grand-duché de Mecklembourg-Schwerin en 1905.

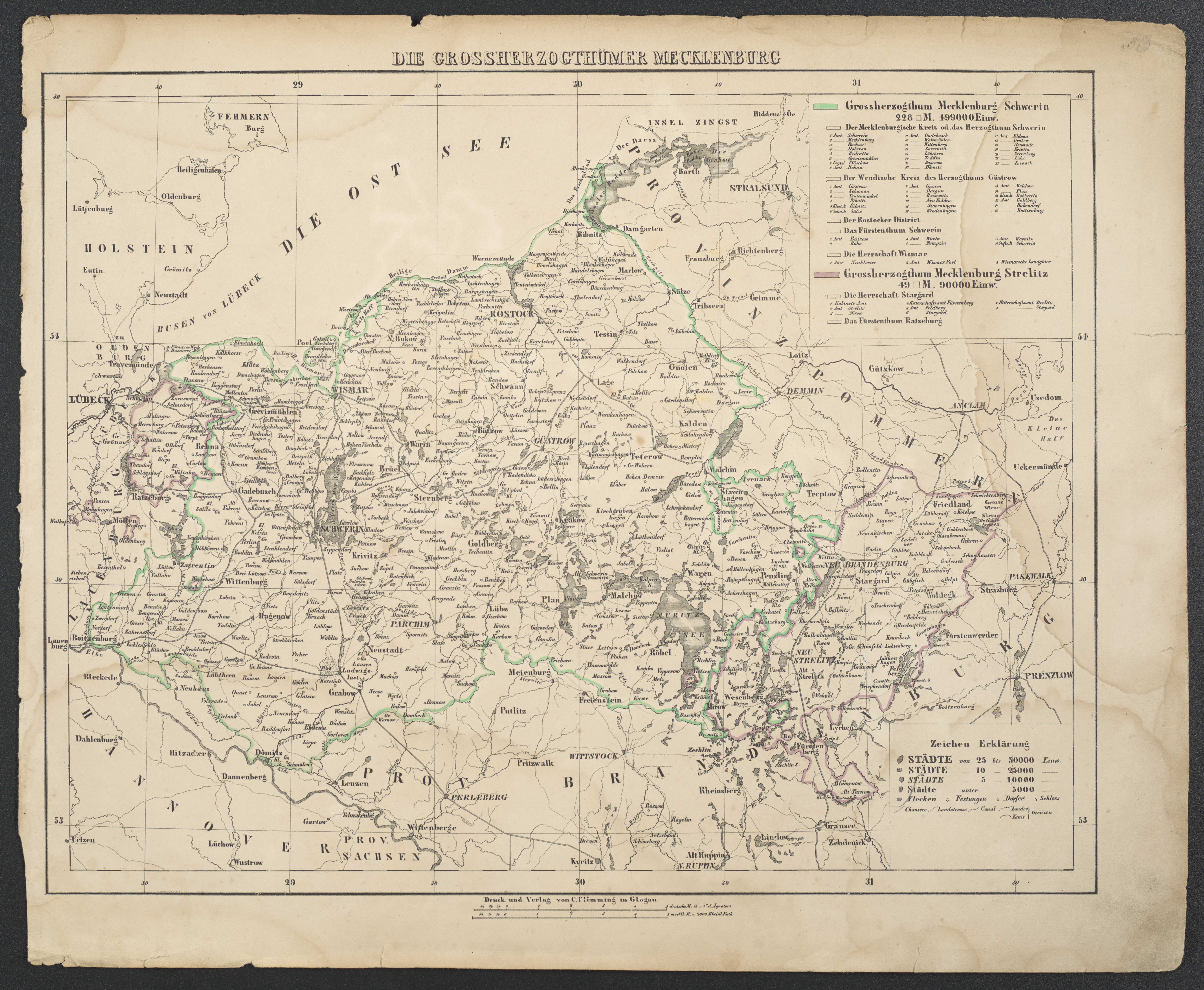
Carte du grand-duché de Mecklembourg-Schwerin en 1845.

Le grand-duché se divise en bailliages de trois types : bailliage de chevalerie, de domaine (grand-ducal) et d'abbaye.
| - Bailliage de Boizenburg (chevalerie) - Bailliage de Boizenburg (domaine) - Bailliage de Bützow (chevalerie) - Bailliage de Bützow (domaine) - Bailliage de Bützow-Rühn (domaine) - Bailliage de Crivitz (chevalerie) - Bailliage de Crivitz (domaine) - Bailliage de Dargun-Gnoien-Neukalen (domaine) - Bailliage de Dobbertin (abbaye) - Bailliage de Doberan (domaine) - Bailliage de Dömitz (domaine) - Bailliage de Gadebusch (chevalerie) - Bailliage de Gadebusch-Rehna (domaine) - Bailliage de Gnoien (chevalerie) - Bailliage de Goldberg (chevalerie) - Bailliage de Grabow (chevalerie) - Bailliage de Grabow-Eldena (domaine) | - Bailliage de Grevesmühlen (chevalerie) - Bailliage de Grevesmühlen-Plüschow (domaine) - Bailliage de Güstrow (chevalerie) - Bailliage de Güstrow-Rossewitz (domaine) - Bailliage d'Hagenow-Toddin-Bakendorf-Lübtheen (domaine) - Bailliage d'Ivenack (chevalerie) - Bailliage de Lübz (chevalerie) - Bailliage de Lübz-Marnitz (domaine) - Bailliage de Malchow (abbaye) - Bailliage de Mecklembourg (chevalerie) - Bailliage de Neukalen (chevalerie) - Bailliage de Neustadt-en-Mecklembourg (abbaye) - Bailliage de Neustadt-en-Mecklembourg (chevalerie) - Bailliage de Neustadt-en-Mecklembourg (domaine) - Bailliage de Plau (chevalerie) - Bailliage de Ribnitz (abbaye) | - Bailliage de Ribnitz (chevalerie) - Bailliage de Ribnitz (domaine) - Bailliage de Schwaan (chevalerie) - Bailliage de Schwaan (domaine) - Bailliage de Schwerin (chevalerie) - Bailliage de Schwerin (domaine) - Bailliage de Stavenhagen (chevalerie) - Bailliage de Stavenhagen (domaine) - Bailliage de Sternberg (chevalerie) - Bailliage de Toitenwinkel zu Rostock (domaine) - Bailliage de Warin-Neukloster-Sternberg-Tempzin (domaine) - Bailliage de Wismar-Poel-Mecklembourg-Redentin (domaine) - Bailliage de Wittenburg-Walsmühlen-Zarrentin (chevalerie) - Bailliage de Wittenburg (domaine) - Bailliage de Wredenhagen (chevalerie) - Bailliage de Wredenhagen (domaine) |

## Anecdote
En France, à l'occasion du mariage de Ferdinand-Philippe d'Orléans et d'Hélène de Mecklembourg-Schwerin, les opposants au régime se moquèrent du peu d'importance de ce duché et un bon mot circula : 

« Tous les sujets du grand-duc, père de la duchesse, avaient formé le projet d'assister, en France, aux fêtes du mariage. Deux diligences  avaient été jugées suffisantes pour les transporter. »

— Edmond Jouhaud, Youssouf, Paris, 1980, p. 82.